# Meierijstad
Meierijstad é um município dos Países Baixos, situado na província de Brabante do Norte. Tem 185,52 km² de área e sua população em 2019 foi estimada em 79.633 habitantes.
O município foi formado em 1 de janeiro de 2017, pela fusão dos municípios de Schijndel, Sint-Oedenrode e Veghel.